# 最下位ビット

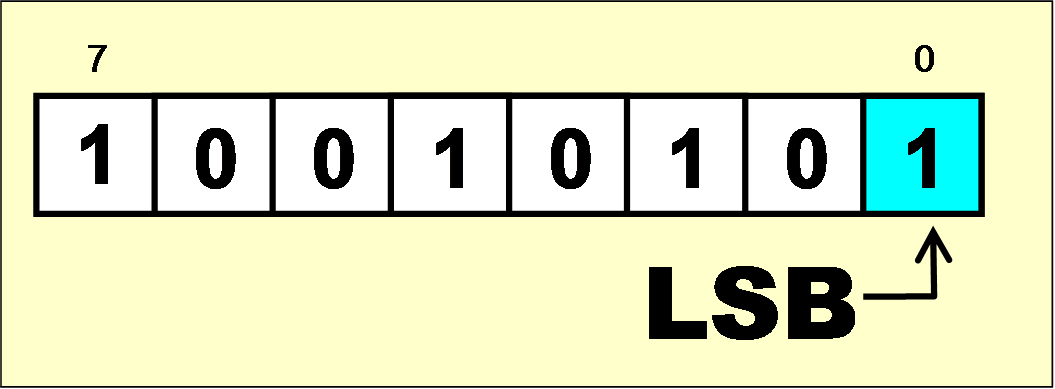
十進数 149 の二進数表現。最下位ビット(LSB)をハイライトで示している。8ビット二進数表現のMSBは十進数の128に対応。LSBは十進数の1を指す。

最下位ビット(さいかいビット、least significant bit、LSBと略記)は、コンピュータにおいて二進数で最も小さな値を意味するビット位置のことである。LSBは右端ビットとも言われる。十進数に当てはめれば、「一の位」に相当する。
二進数の特定のビットを示すために、各ビットにはゼロからn(その数値のビット数に依存)までのビット番号が割り当てられる。
従来、エンディアンによってゼロ番のビットがMSBに対応していたり、LSBに対応していたりしていたが、最近ではゼロ番はLSBとされていることが多い。(訳注：これが関係してくるのはビット番号を指定する形式のビット操作命令が存在する命令セットだけである。)
これを拡張すると、LSBs(複数)はLSB側のいくつかのビットを意味する。
LSBs は変化が激しい。例えば、1 (二進数では 00000001) に 3 (二進数では 00000011) を足すと、結果は 4 (二進数では 00000100)であり、3桁のLSBsが変化している(011→100)。
対照的に3桁のMSBsは全く変化していない(000)。
この性質を利用して LSBsはしばしば擬似乱数、ハッシュ関数、チェックサムなどで使用される。
LSBが最下位バイトを意味する場合もある。この曖昧さを回避するため、LSBit、LSByteと表記されることもある。
また、組み込みソフトウェア分野では、LSBは物理値を固定小数点数で表すときの分解能となる。例えば、長さを表す 16 bit 符号あり整数の LSB を 0.001 m と定めると、長さを -32.768 m ～ 32.767 m の範囲で表現できる。また、オフセットを用いて表現範囲を自由に可変できる。例えば、温度 を表す 16 bit 符号なし整数の LSB を 0.01 ℃、オフセットを -273.15 ℃ と定めると、温度を -273.15 ℃ ～ 382.20 ℃ の範囲で表現できる。